# Androstephium
Androstephium,  biljni trod u porodici šparogovki (Asparagaceae) i redu šparogolike (Asparagales), dio je potporodice Brodiaeoideae. 
Postoje dvije priznate vrste lukovičastih geofita koje rastu po središnjim i zapadnim dijelovima SAD-a, od Kalifornije na zapadu do Kansasa, Oklahome i Teksasa na istoku.

## Vrste
1. Androstephium breviflorum S.Watson
2. Androstephium coeruleum (Scheele) Greene; Kansas, Oklahoma, Teksas.